# بريكستون (إنجلترا)
بريكستون (بالإنجليزية: Brixton)‏ هي منطقة في جنوب لندن، جزء من بلدية لامبيث في إنجلترا. حُددت المنطقة في خطة لندن كواحدة من 35 مركزًا رئيسيًا في لندن الكبرى. شهدت بريكستون زيادة سريعة في عدد السكان خلال القرن التاسع عشر مع تحسين وسائل الاتصال مع وسط لندن.
هي مدينة سكنية بشكل أساسي، على الرغم من أنها تضم سوق بريكستون وقطاعًا كبيرًا للبيع بالتجزئة. إنه مجتمع متعدد الأعراق، حيثُ يوجد نسبة كبيرة من عدد شكانه ذو أصول أفريقية كاريبية.
تقع داخل لندن الداخلية ويحدها ستوكويل وكلافام وستريثام وكامبرويل وتولس هيل وبالهام وهيرن هيل. تضم المنطقة المكاتب الرئيسية لمجلس لامبيث لندن بورو.
بريكستون تقع جنوب من جنوب الشرق على مسافة 2.7 ميل (4.3 كيلومتر) تقريبًا من المركز الجغرافي للندن (وذلك بالقياس إلى نقطة قرب محطة بريكستون للمترو على خط فيكتوريا).

## التاريخ

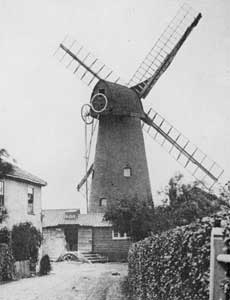
مطحنة أشبي، بريكستون، والمعروفة أيضًا باسم طاحونة بريكستون في عام 1864

### الأسماء الجغرافية
يُعتقد أن اسم بريكستون يعود إلى بريكسيستان، والذي يعني "حجر بريكسي"، وهو لقب ساكسوني. يُعتقد أن بريكسي قام بإقامة حجر حدودي للإشارة إلى مكان اجتماع المحكمة القديمة لمائة بريكستون في سوري. موقع هذا الحجر غير معروف ولكن يُعتقد أنه كان في أعلى تلة بريكستون، عند طريق كان يُعرف في ذلك الوقت بـ "بريستو أو بريكستون كوزواي"، وذلك قبل وجود أي مستوطنة في المنطقة.

### حتى منتصف القرن التاسع عشر

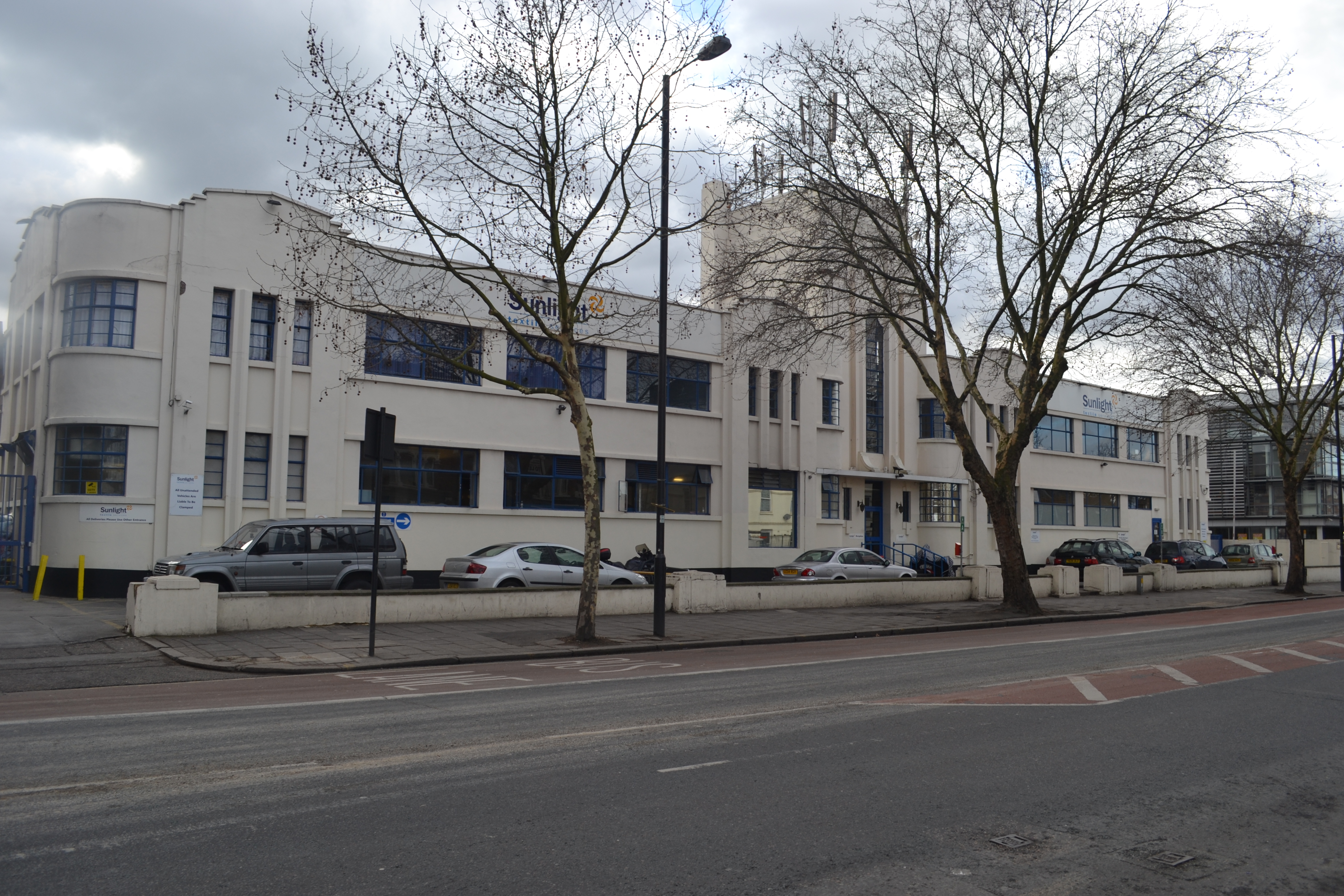
سنلايت لاندري، بريكستون.

بريكستون تمثل الارتفاع من المستنقعات في شمال الرعية القديمة لامبيث نحو تلال أبير نوروود وستريثام. في ذلك الوقت، كان نهر إفرا يتدفق من مصدره في أبير نوروود عبر هيرن هيل إلى بريكستون. في بريكستون، تم عبور النهر من خلال جسور منخفضة للطرق الرومانية المؤدية إلى الساحل الجنوبي، وهي الآن طريق بريكستون وطريق كلافهام. وكانت الطرق الرئيسية متصلة من خلال شبكة من الطرق الريفية الوسطى مثل طريق إيكر، وطريق كولدهاربور، وطريق بريكستون ووتر، وطريق ليهام، والمعروفة سابقًا باسم طريق بلاك. لم يكن حتى نهاية القرن الثامن عشر حتى تكونت القرى والمستوطنات حول بريكستون، حيث تم تقليل الغابة الأصلية تدريجياً حتى أصبحت المنطقة مغطاة بالأراضي الزراعية وحدائق الخضروات المعروفة بصيد الحيوانات وزراعة الفراولة.

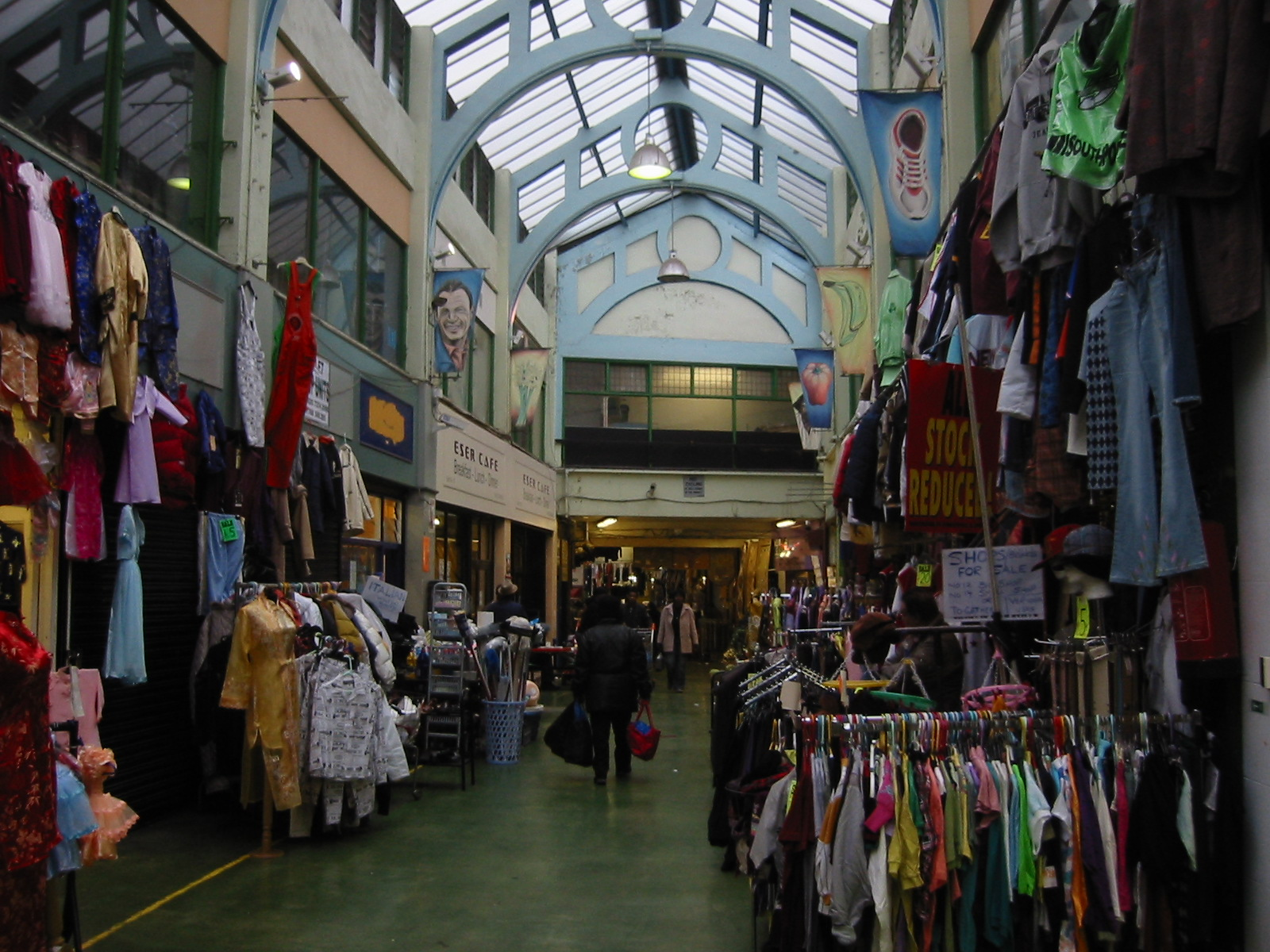
سوق بريكستون.

ظلت المنطقة غير مطورة حتى بداية القرن التاسع عشر، وكانت المستوطنات الرئيسية قريبة منها ستوكويل وبريكستون هيل وكولدهاربور لين. مع افتتاح جسر فوكسهول في عام 1816، أدى تحسين الوصول إلى وسط لندن إلى عملية تطوير الضواحي. كان أكبر مشروع تطوير منفرد وآخر المشاريع في الضواحي هو أنجيل تاون، الذي تم وضعه في خمسينيات القرن التاسع عشر على الجانب الشرقي من طريق بريكستون ، وقد سُمي بهذا الاسم على اسم عائلة كانت تمتلك أرضًا في لامبيث منذ أواخر القرن السابع عشر حتى وقت طويل. العشرين. مع بناء الجسور عبر نهر التايمز في أوائل القرن التاسع عشر، انتقل العاملون في مدينة لندن والويست إند إلى جنوب لندن. كانت أول تطوير في منطقة ووشواي، والتي تعرف الآن بشارع بريكستون. مع إغلاق مؤسسة مانور لامبيث، التي كانت ملكًا لرئيس أساقفة كانتربري، في عام 1806 وافتتاح جسر فوكسهول في عام 1816، بدأت المنازل المتلاصقة والفيلات المنفصلة تمتد على جانبي الطرق الرئيسية. نصت أنظمة إغلاق رش كومون على ضرورة تراجع المنازل عن الطرق الرئيسية، مما سمح بوجود حدائق واسعة. تم تكريس كنيسة القديس ماثيو على جزء من الأراضي العامة السابقة في عام 1824. كانت رعية القديس ماثيو بريكستون، واحدة من خمسة تقسيمات لرعية لامبيث القديمة، تمتد من كامبرويل غرين في الشمال الشرقي إلى طريق كلافهام في الشمال الغربي، وإلى الحافة الخارجية لحديقة بروكويل في الجنوب الشرقي، وإلى طريق كينجزوود في الجنوب الغربي.

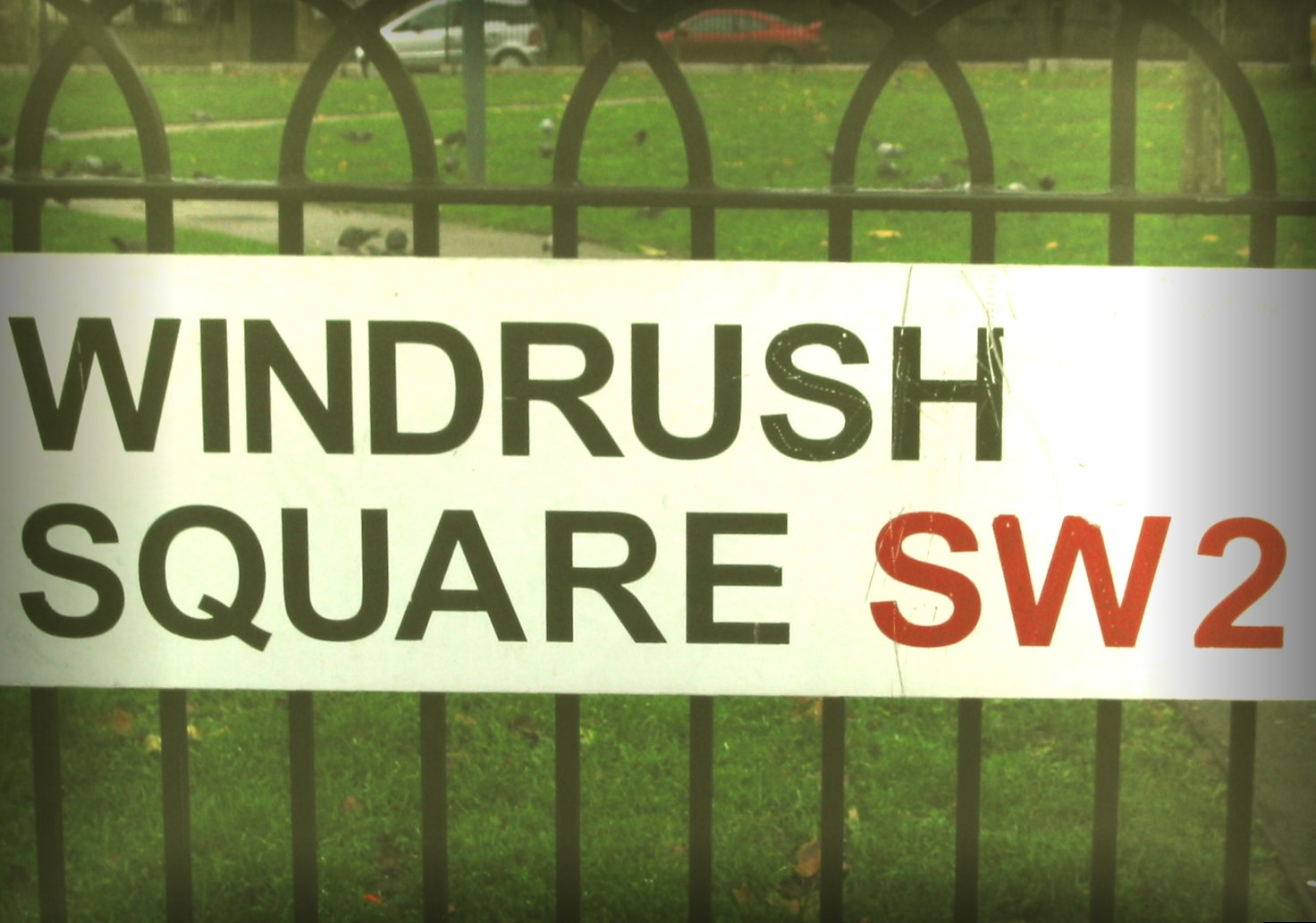
لافتة شارع ساحة ويندراش.

مطحنة أشبي، وهي واحدة من أقل المطاحن الهوائية الباقية في لندن، بُنيت في عام 1816، قرب تلة بريكستون ومحاطة بمنازل بنيت خلال توسع بريكستون في العصر الفيكتوري. تأسست سجن سري (بالإنجليزية: Surrey House of Correction)‏، والذي أصبح لاحقًا سجن بريكستون، في عام 1819.
كجزء من قانون الإصلاح لعام 1832، تم منح المنطقة المتنامية في لندن تمثيلًا بإنشاء دوائر انتخابية برلمانية جديدة تغطي المنطقة الحضرية. فقط الجزء الشمالي من بريكستون الذي يقع شمال كنيسة القديس ماثيو أصبح جزءًا من دائرة انتخابية لامبيث البرلمانية، مما يعكس الطابع شبه الريفي للجزء الجنوبي للمنطقة حينها. كان عدد سكان بريكستون 10,175 في عام 1841، أي حوالي 10٪ من أبرشية لامبيث. وخلال عشرين عامًا، تضاعفت عدد السكان في كليهما.

### التوسع الفيكتوري
عندما تم بناء نظام الصرف الصحي في لندن خلال منتصف القرن التاسع عشر، قام مصممه سير جوزيف بازالغيت بتضمين تدفقات نهر إفرا في "صرف التوجيه العالي" الخاص به، المعروف أيضًا باسم صرف إفرا. 
رُبطت بريكستون بوسط لندن عن طريق السكك الحديدية في 25 أغسطس 1862 عندما تم افتتاح محطة بريكستون وساوث ستوكويل للسكك الحديدية من قبل شركة لندن وتشاتهام ودوفر على الخط من فيكتوريا. في 13 أغسطس 1866، افتتحت شركة لندن وبرايتون وجنوب كوست محطة لوفبرو بارك للسكك الحديدية مع اتصالات إلى جسر لندن وفي العام التالي إلى فيكتوريا. مع وصول السكك الحديدية، بدأت موجة بناء. تحولت بريكستون إلى ضاحية من الطبقة الوسطى بين الستينيات والتسعينيات من القرن التاسع عشر، وتطورت بريكستون إلى مركز تسوق رئيسي. تم افتتاح أول محل تجاري مخصص للأقسام، بون مارشيه (بريكستون)، على طريق بريكستون في عام 1877، وكانت إليكتريك آفينيو واحدة من أولى الممرات التجارية التي تمتلك إضاءة كهربائية. بدأ سوق بريكستون المشهور الآن في شارع أتلانتيك وتم نقله إلى شارع الإستيشن في العشرينيات لتخفيف ازدحام حركة المرور. 
في عام 1881، بلغ عدد سكان بريكستون 62837 نسمة، وهي الآن موطن لربع أبرشية لامبيث.
أحد المباني البارزة في شارع بريكستون هاي ستريت (في 472-488 طريق بريكستون) هو مورليز، وهو متجر مستقل متعدد الأقسام تم إنشاؤه في ثمانينيات القرن التاسع عشر. في عام 1888، حصل شارع الكترونيك آفينيو على هذا الاسم بعد أن أصبح أول شارع في لندن يتم إنارته بالكهرباء. في هذا الوقت، تم بناء منازل كبيرة ومكلفة على طول الطرق الرئيسية في بريكستون، والتي تم تحويلها إلى شقق وبيوت للإيجار في بداية القرن العشرين مع استبدال الطبقة الوسطى بتدفق من الطبقة العاملة.

### قبل الحرب العالمية الثانية
بحلول عام 1925، جذب بريكستون آلاف الأشخاص الجدد. كان يضم أكبر مركز تسوق في جنوب لندن في ذلك الوقت، بالإضافة إلى سوق نابض بالحياة، وصالات سينما، وحانات، ومسرح. في العشرينيات، كان بريكستون عاصمة التسوق في جنوب لندن مع ثلاثة محلات تجارية كبيرة وبعض الفروع الأولى لما تعتبر الآن من كبرى متاجر التجزئة الوطنية في بريطانيا. اليوم، شارع بريكستون هو المنطقة التجارية الرئيسية، ويمتد إلى سوق بريكستون.

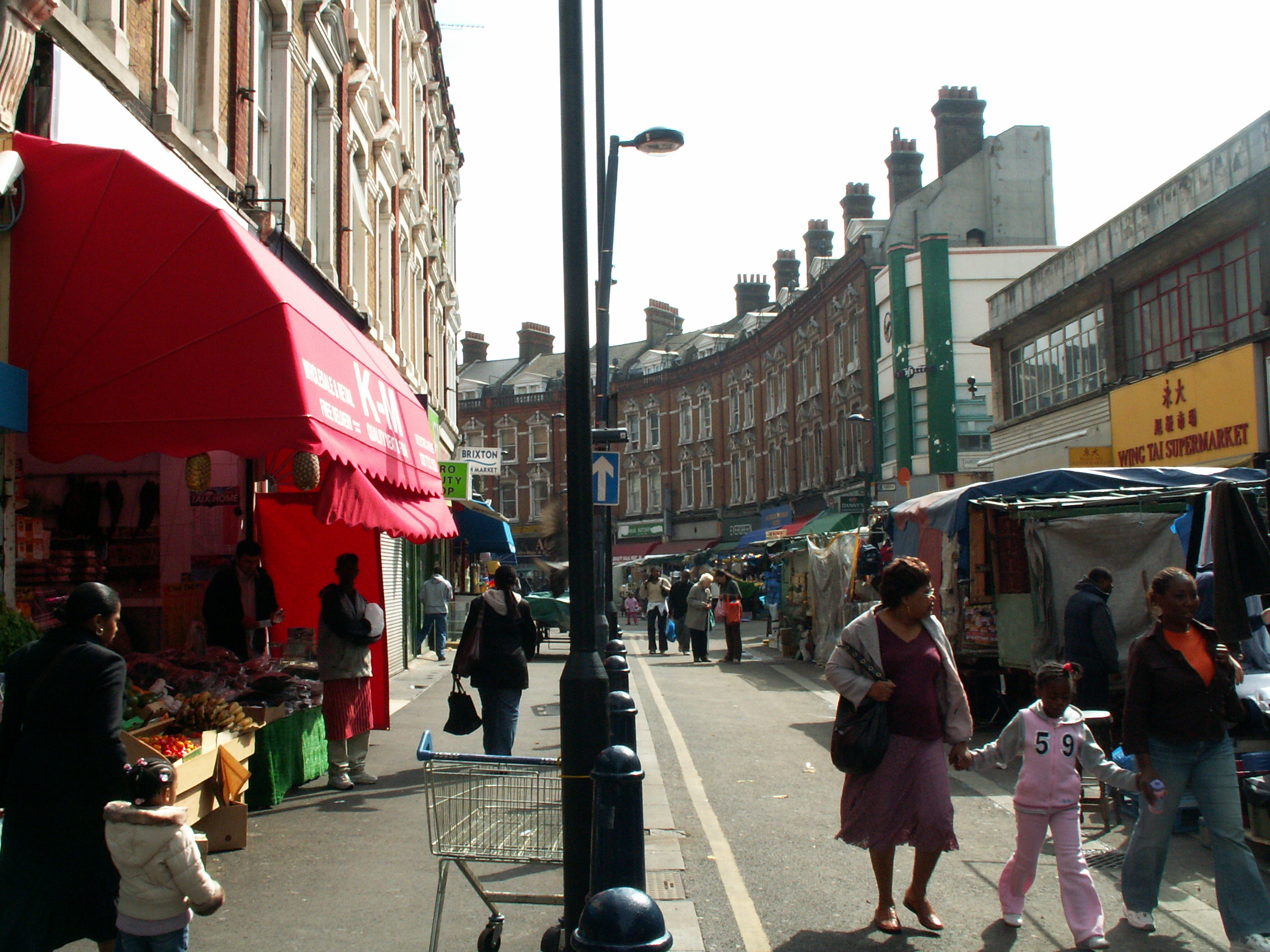
الجادة الكهربائية، مصدر إلهام لأغنية إيدي غرانت المنفردة، وهي جزء من سوق بريكستون، وموقع تفجير 1999.

على الحدود الغربية لبريكستون مع كلافهام يقف سنلايت لاندري (بالإنجليزية: Sunlight Laundry)‏، وهو مبنى مصنع بنمط الآرت ديكو. تم تصميمه من قبل المهندس المعماري إف. إي. سيمبكينز وتشييده في عام 1937، وهذا هو واحد من القليل من المباني بنمط الآرت ديكو التي لا تزال مملوكة للشركة التي قامت بتكليفها وتستخدم لغايتها الأصلية حتى اليوم.
تعرضت منطقة بريكستون للقصف خلال الحرب العالمية الثانية، مما ساهم في أزمة سكنية خطيرة، والتي بدورها أدت إلى تدهور الحالة الحضرية. وتبع ذلك تطهير الأحياء العشوائية وبناء سكن حكومي.

### حقبة جيل ويندراش
في الأربعينيات والخمسينيات من القرن العشرين، استقر العديد من المهاجرين، وخاصة من جزر الهند الغربية وإيرلندا، في بريكستون.

أول موجة من المهاجرين (492 فردًا) الذين شكلوا مجتمع الأفارقة الكاريبيين البريطانيين وصلوا في عام 1948 إلى ميناء تيلبوري على متن سفينة إمباير ويندراش (بالإنجليزية: HMT Empire Windrush)‏ قادمين من جامايكا وتم مؤقتًا إسكانهم في ملجأ كلافهام ساوث العميق. كانت أقرب مكتب للبورصة العمالية (مكتب العمل) على طريق كولدهاربور لين، بريكستون، وانتشر المهاجرون الجدد في مكان إقامة محلي.

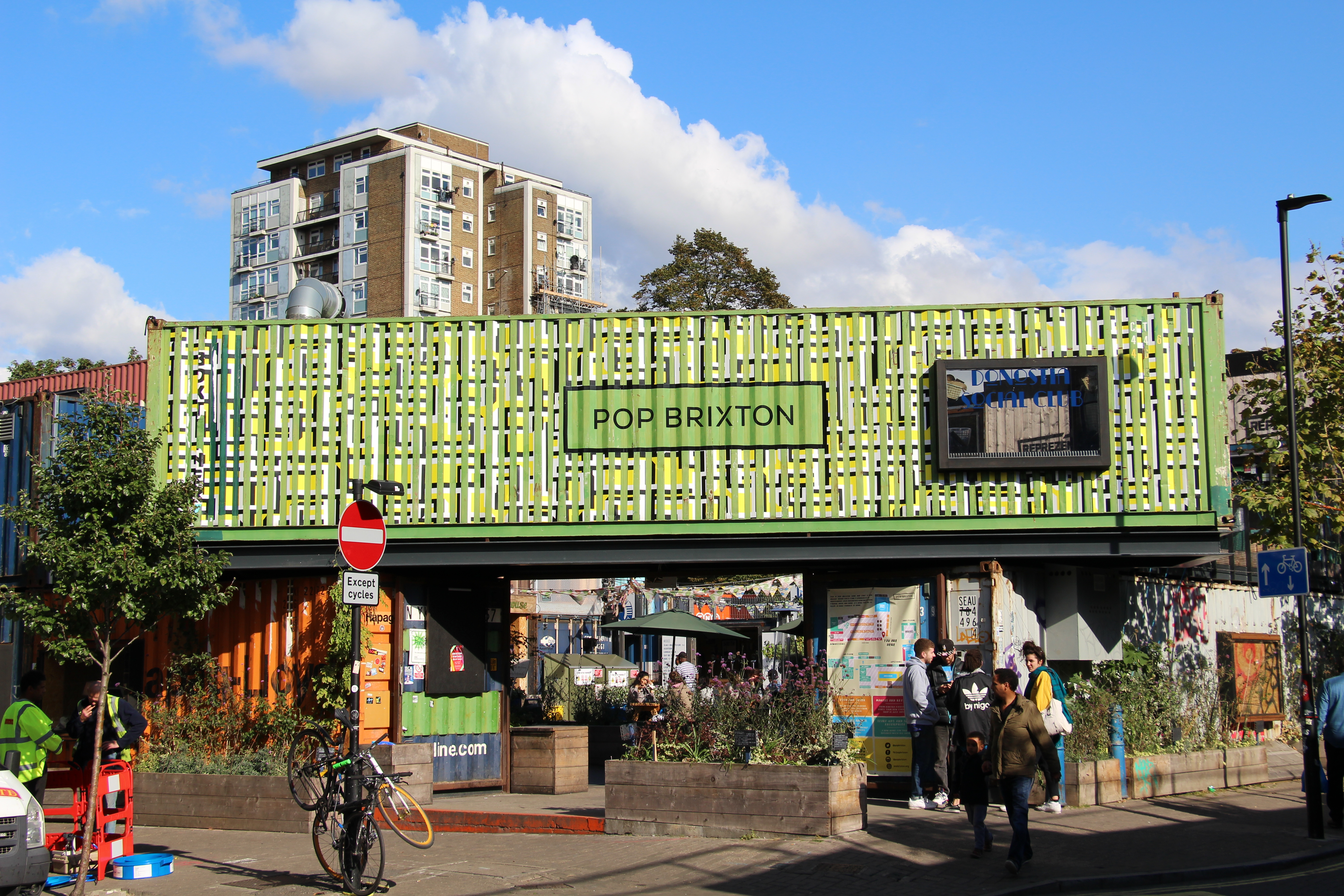

كان العديد من المهاجرين ينوون البقاء في بريطانيا لبضع سنوات فقط، وعلى الرغم من عودة بعضهم إلى الكاريبي، إلا أن معظمهم بقوا للإقامة الدائمة. أصبح وصول الركاب معلمًا مهمًا في تاريخ بريطانيا الحديثة، وأصبحت صورة الهنود الغربيين وهم ينزلون من اللوح الخشبي ترمز إلى بداية المجتمع البريطاني الحديث متعدد الثقافات. في عام 1998 تم تغيير اسم المنطقة الواقعة أمام مكتبة بريكستون إلى "ساحة ويندراش" بمناسبة الذكرى الخمسين لوصول ويندراش.

### أعمال الشغب وتقرير سكارمان
كانت بريكستون مسرحًا لأعمال الشغب في أبريل 1981 في الوقت الذي عانت فيه بريكستون من مشاكل اجتماعية واقتصادية عميقة - ارتفاع معدلات البطالة، وارتفاع معدلات الجريمة، وسوء الإسكان، وانعدام المرافق. بدأت شرطة لندن الكبرى (المتروبوليتان بوليس) عملية "المستنقع 81" في بداية إبريل، بهدف الحد من جرائم الشوارع، بشكل رئيسي من خلال استخدام متكرر لقانون "الشبهة" المعروف أيضًا بقانون الـ "سوس"، الذي يسمح لضباط الشرطة بتوقيف وتفتيش أي فرد على أساس مجرد "شبهة" بالقيام بأعمال غير قانونية محتملة. تم إرسال ضباط الشرطة بالزي المدني إلى بريكستون، وخلال خمسة أيام تقريبًا تم توقيف وتفتيش ما يقرب من 1,000 شخص بموجب هذا القانون. وكان هناك سخط محلي شديد على ذلك، لأن الغالبية العظمى من الذين أوقفتهم الشرطة كانوا من الشباب السود. أسفرت أعمال الشغب عن إصابة ما يقرب من 279 من أفراد الشرطة وإصابة 45 من أفراد الجمهور، وتم حرق أكثر من مائة مركبة (بما في ذلك 56 مركبة شرطة)، وتضرر ما يقرب من 150 مبنى، مع حرق 30 منها. وتم اعتقال 82 شخصًا. أشارت التقارير إلى أن ما يصل إلى 5000 شخص شاركوا في أعمال الشغب.
بعد أحداث الشغب في بريكستون عام 1981، قامت الحكومة بتكليف تحقيق عام في الأحداث برئاسة اللورد سكارمان. تم نشر تقرير سكارمان الناتج عن التحقيق في نوفمبر 1981 ووجد أدلة واضحة على استخدام الشرطة لسلطات "التفتيش والتفتيش" بشكل مفرط وعشوائي ضد الأشخاص السود. قدم التقرير العديد من التوصيات وأدى إلى إصدار قانون جديد لسلوك الشرطة في قانون الشرطة والأدلة الجنائية لعام 1984 وإنشاء هيئة شكاوى الشرطة المستقلة في عام 1985. أما تقرير ماكفيرسون لعام 1999، الذي كان تحقيقًا في جريمة قتل ستيفن لورنس، فقد وجد أن التوصيات المذكورة في تقرير سكارمان لعام 1981 تم تجاهلها واستنتج أن قوى الشرطة كانت "عنصرية بصورة مؤسسية".
أُستخدمت جذور طفولة جون ميجور في المنطقة في ملصق الحملة التي سبقت انتخابات عام 1992 "ماذا يقدم حزب المحافظين لطفل من الطبقة العاملة من بريكستون؟ وجعلوه رئيسًا للوزراء." 
إندلعت أعمال الشغب عام 1995 بعد وفاة الرجل الأسود، واين دوغلاس، في حجز الشرطة، ووقعت في جو من السخط حول تطوير بريكستون.
في إبريل 1999، كان سوق بريكستون موقعًا للهجوم الأول من ثلاث هجمات تعرف بتفجيرات لندن بالمسامير. والهجومين الآخرين، التي جاءتا خلال أسبوعين، وقعتا في شارع بريك لين، وهو قلب مجتمع بنغلاديش شرق لندن، وحانة أدميرال دنكان في سوهو، التي كان يتردد عليها بشكل أساسي أفراد مجتمع المثليين. في هجوم بريكستون، أُصيب 48 شخصًا..  وتم القبض على المفجر بعد الهجوم الثالث. ذكرت هيئة الإذاعة البريطانية أنه كان ينوي إشعال حرب عرقية في جميع أنحاء بريطانيا بحملة القصف. وقد أدين بالقتل وحكم عليه بستة أحكام متزامنة بالسجن مدى الحياة.
في أبريل 2015، تم تنظيم احتجاج لاستعادة بريكستون من قبل السكان المحليين والناشطين المعارضين للتحسين. 
في مارس 2016، بدأت حملة لإنقاذ الأعمال التجارية التي تحتل الأقواس السككية، حيث تم إخراج الأعمال التجارية المحلية ذات السجل الطويل بسبب زيادة الإيجارات. ووافق المجلس على خطط شبكة السكك الحديدية لتجديدها في أغسطس.
في عام 2023، بدأ المجلس في استشارة الجمهور بشأن إعادة تطوير 6 كانتربيري كريسنت (المبنى الدولي) و 49 طريق محطة بريكستون (بوب بريكستون).

## الإسكان

### المناطق السكنية
بريكستون هي موطن لعدة مجمعات سكنية كبيرة بشكل خاص، ومنها: مجمع ستوكويل بارك الواقع على طول شارعي ستوكويل وبريكستون؛ مجمعات مياتز فيلدز الجنوبية والشمالية والواقعة على طول شارع فاسال؛ مجمع أنجل تاون الواقع على طول شارع بريكستون على الحدود مع كامبرويل؛ مجمع كاولي على شارعي كاولي وفاسال، ومجمع لوغبرو في وسط بريكستون، ومجمع تولس هيل، ومجمع سوميرليتون، ومجمع مورلاندز الواقعة على طول شارع كولدهاربور. وهناك أيضًا مجمعات صغيرة مثل حدائق بلينهايم، وحدائق كالدويل، ومنزل كنيسة، وهيرتفورد. تشكل هذه المجمعات جزءًا كبيرًا من مسكن سكان بريكستون.
أما المجمعات السكنية مثل مجمع ستوكويل بارك ومجمع أنجل تاون كانت في الأصل مصممة لاستيعاب ممرات مشاة عالية المستوى كان من المتوقع أن تربط بين كامل منطقة بريكستون. أظهرت المرآبات الواقعة في الطابق الأرضي لهذه المجمعات أنها تشكل مشكلة أمان رئيسية.  يهيمن على مجمع سوميرليتون مبنى ساوثويك هاوس (المعروف محلياً بـ "بلوك الحاجز")، وهو مبنى كبير على شكل حرف الحذاء مصنوع من الطوب والخرسانة، والذي تم بناؤه في سبعينيات القرن العشرين، ويقع خلف شارع كولدهاربور. تم بناء هذا المبنى المكون من 176 شقة في هذا الشكل الخاص أصلاً لتوفير حاجز صوتي ضد طريق الدائرة رقم واحد (المعروف محلياً بـ "رينجواي 1")، وهو طريق سريع مقرر للبناء في مناطق داخل لندن كان من المخطط له أن يمر عبر بريكستون وكامبرويل، ولكن لاحقًا تم التخلي عن هذا المشروع.
رُبطت بعض المجمعات السكنية بتدهور البنية التحتية الحضرية والجريمة. تم بناء أبواب جديدة وأعمدة حديدية حول مجمع لوغبرو في منطقة شارع لوغبرو وشارع مينيت رود رداً على عدد من جرائم القتل في محيط المجمع. يضم مجمع لوغبرو أكثر من 3,000 عائلة ومزيج من المباني منخفضة الارتفاع من العقد 1940 وكذلك أبراج من العقد 1960 و 1970 ومنازل. تم تسجيل مشاكل تتعلق بتدهور البنية العمرانية في منطقة لوفبرو جنكشن، التي تشمل مناطق مجمع لوفبرو ومجمع أنجل تاون ومجمع مورلاندز.

### المباني الفيكتورية
لا تزال بريكستون تتميز ببعض المساكن الفيكتورية الكبرى.
سوق بريكستون مفتوح يوميًا ويقدم مجموعة متنوعة من المنتجات الإفريقية والكاريبية، ويعكس مجتمعات أخرى في المنطقة المحلية بوجود سوبرماركتات هندية وفيتنامية ومحلات لبيع اللحوم الجنوب أمريكية بين المحلات والأكشاك. افتتحت أسواق مزارع لندن سوقًا للمزارعين على طريق محطة بريكستون في سبتمبر 2009. يفتح هذا السوق كل يوم أحد من الساعة 9:30 صباحًا حتى الساعة 2 ظهرًا.

## الثقافة

### جداريات بريكستون
بعد أحداث الشغب في عام 1981، مُولت سلسلة من الجدران الفنية من قبل المجلس. تصور هذه الجدران الفنية الطبيعة والسياسة والمجتمع والأفكار. الجدران الفنية التي نجت تشمل جدارية أكاديمية بريكستون (شارع ستوكويل بارك ووك) التي قام بها ستيفن بيوسي في عام 1982، وتُظهر مجموعة متنوعة من الشباب، وهي تهدف إلى تصوير التوافق الطبيعي الذي يمكن العثور عليه بين أطفال من خلفيات متنوعة في المدارس المحلية.
المساهمات الحديثة في تقليد الجدران الفنية في بريكستون تشمل صورة مايكل جونز على طريق بوبس من قبل دريف، والتي أُنشئت كجزء من معرض تصميم بريكستون في سبتمبر 2017، بالإضافة إلى التثبيت المؤقت لعمل فني بعنوان "البقاء والازدهار" للفنانة نجيديكا أكونيلي كروسبي في محطة مترو بريكستون، وهو مشروع فني بتكليف من جانب فن على الأنفاق. في عام 2018، أكمل دريف لوحة جدارية كبيرة تصور ميشيل أوباما في دوريل بليس.

## الترفيه

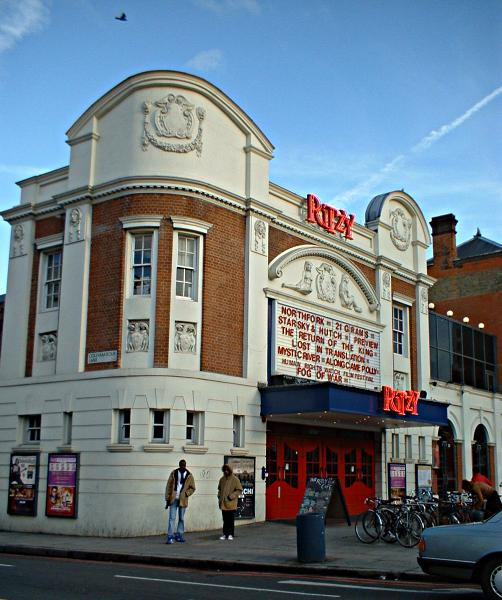
سينما ريتزي.

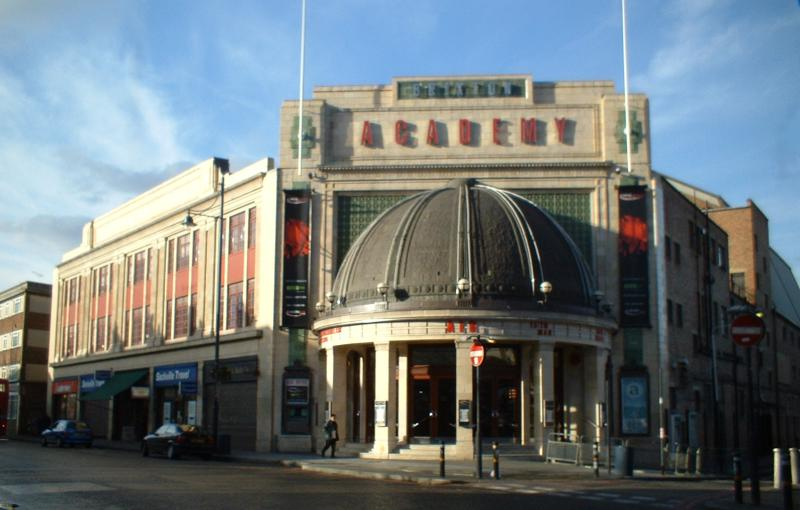
أكاديمية بريكستون.

صالة السينما ريتزي، شارع كولدهاربور، كانت سابقًا سينما مستقلة وتعود ملكيتها الآن لسينمات بيكتشرهاوس. صُمم المبنى كمسرح إلكتريك بافيليون في عام 1910 من قبل المهندس إي. سي. هومر ولوكاس، وكان واحدًا من أوائل دور السينما المخصصة في إنجلترا.
بريكستون تتميز بساحة حية حيث تجد فيها العروض الموسيقية الحية وأماكن الحفلات. تتضمن الأماكن الكبيرة قاعة أكاديمية بريكستون وإلكتريك بريكستون. وتشكل مجموعة من الأماكن الصغيرة مثل ذا ويندميل، وجام، وفونوكس جزءًا رئيسيًا من ساحة الموسيقى الحية في لندن. بريكستون سبلاش هو حدث سنوي لمدة يوم واحد يقام منذ عام 2006. هذا الحدث يتم تنظيمه من قبل المجتمع المحلي، حيث يُعرض مواهب محلية ويحتفل بالتنوع الثقافي والتاريخي لبريكستون.

### محلات التسجيل
بريكستون كانت موطنًا لعدد من محلات الأسطوانات الشهيرة. مثلًا، كان هناك محل ديزموندز هيب سيتي على شارع أتلانتي موجودًا منذ السبعينيات وحتى إغلاقه في عام 1989. واستُوحي اسم أغنية للفرقة سكاي ديجر بعنوان "ديزموندز هيب سيتي" من هذا المحل. في عام 2018، أنتجت المخرجة مولي دينين فيلمًا عن صاحب محل بلاكر دريد ميوزيك ستور بعنوان "بينغ بلاكر". محلات الأسطوانات الحالية في بريكستون تشمل محل سوبرتون ريكوردز (الذي تأسس في عام 1983) والذي يبيع موسيقى الساوند سيستم الريغي، ومحل كونتينر ريكوردز الذي يبيع موسيقى الرقص. 

### الرياضة
بريكستون هي أيضًا موطن لمضمار تزلج مبني خصيصًا في السبعينيات، يُعرف بمضمار ستوكويل للتزلج. و لديها فريق دومينو خاص بها، يُعرف بفريق بريكستون الخالدون الذي تأسس على يد جيل الهجرة الويندروش في المجتمع. وشركة تعاونية للدراجات بريكستون سايكلز.

### الصحافة والإعلام
تُقدم أخبار بريكستون من خلال مدونتين إخباريتين محليتين؛ مدونة بريكستون التي تعمل منذ عام 2010 والتي تطبع أيضًا صحيفة شهرية، وشكلت بريكستون باز(بالإنجليزية: Brixton Buzz)‏ في عام 2011.